# Windows Me
Windows Me, односно Windows Millennium Edition (транскр.  Windows Me едишон), јесте 16/32-битни оперативни систем компаније Мајкрософт који се појавио на тржишту 14. септембра 2000. године и назван је у част почетка III миленијума.
Концептуално, у питању је побољшана верзија претходног оперативног система Windows 98, тачније Windows 98 SE, односно друге едиције Windows-а 98, са бројним елементима уведеним пре тога у експлоатацију са оперативним системом Windows 2000. Графички интерфејс је наслеђен од Windows-а 2000, укључујући и нова унапређења Експлорер фајл менаџера, док је сам оперативни систем био намењен широком потрошачком тржишту (Windows 2000 је по замисли Мајкрософта био оријентисан на пословне кориснике).
Windows Me долази са Интернет Експлорер-ом у верзији 5.5, Windows Meдија плејером у новој верзији 7 и (по први пут) са Windows Муви Мејкером, у верзији 1.0. Највиша верзија Интернет Експлорера подржана је 6.0 СП 1, НЕТ Фрејмворка 2.0 а Офис пакета Офис XP.
Једна од највише критикованих карактеристика овог оперативног система је била везана са укидањем директног приступа извршавању DOS подсистема у циљу краћег времена дизања оперативног система, што је имало за последицу неизвршавање појединих старијих програма за тај оперативни систем, на пример разних алата везаних за форматирање хард и флопи дискова и дискета, иако се систем технички још увек може бутовати са дискете.
Оригинални план је подразумевао да Windows Me буде први Windows за кућну употребу базиран на NT кернелу, међутим, након што је Пројекат Нептун, који се бавио развојем онога што је касније постао Windows XP, одложен, Миленијум је постао међуиздање, и даље базиран на DOS кернелу.
Подршка за Windows Me је престала у исто време кад и подршка за Windows 98 и 98 SE, 11. јула 2006. године.

## Историја
1998. Мајкрософт је објавио да више неће да издаје нове верзије такозване Windows 9x породице оперативног система, које су биле базиране на DOS оперативном систему. У мају 1999. године је ипак издат Windows 98 SE (друго издање Windows-а 98). Те године је почео развој новог оперативног система, то јест развој Windows-а миленијум. Током развоја Windows-а миленијум, објављена су три бета издања. 24. септембра 1999. године, Мајкрософт је објавио прву бета верзију. Друга бета верзија је објављена 24. новембра 1999. године, када су примењена и прва побољшања: Системска заштита фајлова, нова контролна табла и контрола видео-игара. У неколико међу-бета издања су додата и аутоматска надоградња софтвера и персонализовани именици. Бета 3 је издата 11. априла 2000. и у њој се појављују коначни звуци паљења и гашења рачунара. Волпејпер на буту је представљен у верзији 2513 бете 3. Систем је објављен 31. децембра 2000. године, основна подршка се завршила три године касније, а продужена подршка 11. јула 2006. године. Windows Me је у почетку садржао Мајкрософтову Јава виртуалну машину, која је апдејтом уклоњена крајем 2003. године због правног спора између Мајкрософта и Сан Мајкросистемса. Уједно, нове лиценце за Windows Me се више нису продавале.Од септембра 2000. до јануара 2001. Мајкрософт је понудио постојећим корисницима Windows-а 95 и 98 да по цени од $59.95 пређу на Windows Me, уместо нормалне цене надоградње од $109.
Недуго након објављивања Windows-а миленијум, почела је његова промоција под именом Упознај ме, која је обишла 25 градова САД.

## Нове и проширене могућности

### Кориснички интерфејс
Windows Me је увео коришћење многих побољшања Windows Explorerа која су се први пут појавила у Windows-у 2000. Неке од њих су: боље асоцирање типова датотека, приказ коментара у пречицама као тултипови, прошириве колоне у приказу детаља, прекриваче икона, интегрисану траку за претрагу у Експлореру, сортирање по имену у изброницима, Трака за место у прозорима Отвори и Сачувај, скакући Старт мени за посебне фасцикле, Плус! 95 и 98 теме и побољшана графика, која дозвољава иконице у 16-то битној боји. Контролна табла за медије је доживела нова побољшања. Цео интерфејс сада дозвољава искључивање функције Повуци и пусти, што се препоручује за нове кориснике.

### Хардверска подршка
Убрзано је дизање оперативног система и хладног старта система после логовања и дизања из хибернације. Изменом CONFIG.SYS и AUTOEXEC.BAT конфигурационих фајлова је заобиђено кашњење приликом дизања оперативног система. Главни системски драјвери попут HIMEM.SYS и SMARTDRV.EXE су сада обједињени у IO.SYS. Регистар се сада учитава једном; он је издељен на 3 датотеке, уместо на 2 као раније. Те датотеке су: SYSTEM.DAT , USER.DAT и CLASSES.DAT, која садржи HKEY_CLASSES_ROOT који иницира бут оперативног система. Прикључи и покрени систем је унапређен. На време старта не утиче ДХЦП сервер нити остале интернет компоненте. Ради избегавања спорог пост чека током бута, начињене су многе оптимизације.
Подршка за мишеве са до 5 дугмета је постала стандардна, као и ИнтелиПоинт програмирање програмабилних дугмади.
Уведен је ВИА АПИ да замени ТВАИН у комуникацији дигиталних камера и скенера преко USB-а и ПТП протокола.
Уведена је и подршка за АЦПИ 4 систем управљања коришћења струје и хибернације.
Уведена је и генеричка подршка за USB и СБП 2 Фајервајер штампаче и скенере. i USB printere.
Модули Вејваут, Дајрект Саунд и Дајректшоу подржавају не-ПЦМ формате, као што су Долби АЦ-3 и ВМА преко СПДИФ излаза.

### Дигитални медији
- Windows Муви Мејкер Алат базиран на ДајректШоу и Windows Meдиа технологији за брзу монтажу видео фајлова.[19]
- Windows Meдиа Плејер 7 Нова верзија добро познатог мултимедијског плејера. Уведена је подршка за медијске библиотеке, подршка за резање CD дискова, уграђени енкодер, могућност визуелизација и скинова, преузимање музике на преносиве плејере и подршка за стрим радио станица преко интернета.[20]
- Windows DVD Плејер За разлику од плејера у Windows-у 98 SE, декодирање енкриптованих DVD дискова се сада обавља преко уграђеног енкодера.[21]

## Системски захтеви
Произвођач је навео да је минимална конфигурација која подржава Windows Me заснована на процеспру Пентијум (Pentium) 150 MHz, 32 MB RAM меморије и 500 MB слободног простора на тврдом диску. За удобан рад је потребан рачунар класе Пентијум II, 128 MB RAM меморије и 2 GB простора на тврдом диску.

## Нове могућности оперативног система
- Заштита системских фајлова (Windows File Protection).
- Подршка за ADSL и кабловске модеме.
- Дељење Интернет конекције (Internet Connection Sharing).
- Подршка UPnP стандарду
- Интернет Експлорер 5.5
- Windows Movie Maker
- Windows Media Player 7
- MSN Messenger
- Аутоматско обнављање путем Windows Update
- Побољшана подршка нових уређаја
- Аутоматско препознавање екстерних уређаја преикључених преко USB, Firewire и т. д. са могућношћу безбедног искључивања истих.